# Clément Vautel
Pour les articles homonymes, voir Falstaff (homonymie).
Clément-Henri Vaulet, dit Clément Vautel, né le 31 janvier 1876 à Tournai (Belgique) et mort le 23 décembre 1954 à Paris 16e, est un journaliste, romancier et dramaturge d'origine belge, naturalisé français (1904).
Auteur de plus de 30 000 articles pour les journaux, il a également écrit sous le nom de Falstaff.

## Biographie
Né en Belgique, mais d'origine française, Clément Vautel passe son enfance et sa jeunesse en Wallonie avant de descendre à Paris. Il débute au Charivari, engagé par Pierre Véron pour y publier de bons mots qui furent ensuite repris par l'Almanach Vermot. Son premier grand article, Paris l'été, fut publié le 6 août 1896 par La Presse de Léon Bailby qui l'engagea pour un article par semaine.
Clément Vautel a écrit pour de nombreux autres périodiques tels que L'Événement , Fin de Siècle avec Victorien Du Saussay, Le Gaulois, La Liberté, Gil Blas, La Vie illustrée, Le Rire, Le Matin, de 1908 à 1914, où il succède, à Henri Harduin pour la rubrique « Propos d'un Parisien », publiée quotidiennement, Le Journal (de 1918 à 1940), L'Œuvre, Paris-Soir et Cyrano.
Ayant atteint la quarantaine, marié et père de famille, Clément Vautel décide de se lancer dans l'écriture de romans pour « gagner enfin de l'argent. » Après deux romans, La Réouverture du paradis terrestre (1919) et Les Folies bourgeoises (1921), il crée le personnage « Mon curé » (l'abbé Pellegrin), dans le roman Mon curé chez les riches (1923) inspiré d'un père rédemptoriste qu'il avait connu sur le front, à l'ambulance de la division marocaine, aux environs de Coxyde, en Flandre pendant la Première Guerre mondiale. Son roman écrit en trois mois connaît un succès de vente considérable. Dans ses souvenirs, il indique un tirage d'un million, précisant : « aucun autre roman français n'a je crois, atteint le tirage de Mon curé. »
Il écrit une suite : Mon curé chez les pauvres (1925) qui connaît le même succès, puis Le Bouif chez mon curé (1928), en collaboration avec Georges de La Fouchardière. Sa série Mon curé fut reprise dans de nombreux films et adaptée au théâtre par André de Lorde et Pierre Chaine.
En 1927, André Gide signale ironiquement dans son Voyage au Congo l'avis que Vautel porte sur lui et sur certains autres écrivains : « […] un réjouissant article de Clément Vautel, où je suis pris à partie en compagnie de Rimbaud, Proust, Apollinaire, Suarès, Valéry et Cocteau comme exemple de ces écrivains abscons dont la France ne veut à aucun prix. »
En 1936, il contribue au mensuel Combat fondé par Jean de Fabrègues et Thierry Maulnier.
En 1938, il se déclare pacifiste et écrit : "La France n'a pas à faire cette guerre-là (pour les Tchèques) avec ses régiments de fils uniques". Ce qui déplut à Paul Reynaud, alors ministre de la Justice, qui lui fit savoir qu'il pourrait s'exposer à des poursuites judiciaires.
En 1940, il entreprend d'écrire ses souvenirs de journaliste, lesquels parurent en 1941 sous le titre Mon film. Souvenirs d'un journaliste.

Venu l'interviewer en 1941, le journaliste Henri Poulain le décrit ainsi : 

« tout est rond dans sa silhouette, le chapeau à bords relevés bien horizontal sur le front, le visage, les grosses lunettes à peine posées sur un bout de nez minuscule et rond tandis que le profil accuse mieux qu'une promesse d'embonpoint et que la mâchoire est saillante. Timide, effacé, dans un costume à rayures d'un gris rigoureusement terne. »

Clément Vautel ne faisait pas mystère de son antisémitisme. Il est à cet égard proche de Marthe Borély et de Théodore Joran, deux autres antisémites notoires des années 1920, ce qui n'empêcha pas Arthur Meyer de l'engager au Gaulois. Toutefois, ses Mémoires publiés en 1941, époque où la parole antisémite était libérée, et alors qu'il y évoque de nombreux Juifs tels que Catulle Mendès, Benjamin Crémieux et Francis de Croisset, ne contiennent aucun antisémitisme.
Il est inhumé au cimetière des Batignolles (division 31).

### Décoration
- Chevalier de la Légion d'honneur[27],[28]

## Publications

### SérieMon curé
- 1923 : Mon curé chez les riches, roman
- 1925 : Mon curé chez les pauvres, roman
- 1928 : Le Bouif chez mon curé, roman, écrit avec Georges de La Fouchardière

### Autres romans
- 1919 : La Réouverture du paradis terrestre
- 1921 : Les Folies bourgeoises
- 1922 : Mademoiselle Sans-gêne
- 1922 : Monsieur Palémon chez les Dingos
- 1923 : La Machine à fabriquer des rêves
- 1924 : Madame ne veut pas d'enfant
- 1926 : Je suis un affreux bourgeois
- 1927 : L'Amour à la parisienne
- 1929 : La Grande Rafle, écrit avec Georges de La Fouchardière
- 1930 : L'Empereur aux yeux bleus, roman historique, écrit avec Raymond Escholier
- 1932 : Les Femmes aux enchères
- 1934 : La Petite-fille de Madame Angot
- 1939 : Le Fou de l'Élysée, « roman pamphlet »

### Théâtre
- 1907 : Mendès est dans la salle, comédie en 1 acte et 2 tableaux de Clément Vautel et Léo Marchès, au théâtre de l'Oeuvre (23 décembre)
- 1920 : Bout-de-banc, pièce en 1 acte de Clément Vautel et Léo Marchès, au théâtre du Grand-Guignol (décembre)
- 1921 : Paris qui filme, revue mordante et satirique de Clément Vautel et Max Eddy, au théâtre du Moulin Bleu (mai)
- 1921 : A coups de griffes, revue mordante et satirique de Clément Vautel et Max Eddy, au théâtre du Moulin Bleu (novembre)
- 1922 : Batignolles-Cigale-Odéon, revue à grande mise en scène en 2 actes et 25 tableaux de Clément Vautel et Max Eddy, mise en scène de Firmin Gémier, à La Cigale (janvier)[29],[30].
- 1922 : Oh ! Shocking !, revue de Clément Vautel et Max Eddy, à la Cigale (21 avril)
- 1923 : Adultère, comédie de Clément Vautel et Léo Marchès, au théâtre des Deux-Masques (août)
- 1923 : Candide, pièce en 5 actes de Clément Vautel et Léo Marchès, au théâtre de l'Odéon	(novembre)

### Varia
- 1928 : Voyage au pays des snobs
- 1930 : Autour et alentour
- 1941 : « Mon film ». Souvenirs d'un journaliste
- 1942 : Candide Paturot à la recherche d'un idéal, petite histoire contemporaine
- 1946 : Le Prince impérial, histoire du fils de Napoléon III
- 1949 : M. Désiré Jolibois au paradis
- 1951 : Les Maris, les Amants et la Femme, histoire des cocus célèbres depuis les temps les plus reculés jusqu'à nos jours
- 1952 : Le Bon Sens et la Vie

## Filmographie
Il a écrit deux scénarios pour le cinéma :
- 1920 : Monsieur Lebureau de Luitz-Morat
- 1927 : La Revue des revues de Joe Francis

## Adaptations de son œuvre

### Théâtre
- 1925 : Mon curé chez les riches d'André de Lorde et Pierre Chaine, création le 4 mai 1925 au Théâtre Sarah-Bernhardt[31]
- 1930 : Mon curé chez les pauvres d'André de Lorde et Pierre Chaine, création le 28 avril 1930 au Théâtre Sarah-Bernhardt[32]

### Cinéma
Des films ont été adaptés de son œuvre, sans qu'il ait participé à l'écriture des scénarios :
- 1925 : Mon curé chez les riches de Donatien
- 1925 : Mon curé chez les pauvres de Donatien
- 1926 : Madame ne veut pas d'enfants d'Alexander Korda
- 1932 : Mon curé chez les riches de Donatien
- 1933 : Madame ne veut pas d'enfants de Hans Steinhoff
- 1938 : Mon curé chez les riches de Jean Boyer
- 1952 : Mon curé chez les riches d'Henri Diamant-Berger
- 1956 : Mon curé chez les pauvres d'Henri Diamant-Berger

D'autres films s'inspirent très librement du personnage « Mon curé » avec des scénarios qui ne sont pas, au sens strict, des adaptations des romans de Vautel :
- 1956 : Mon curé champion du régiment d'Émile Couzinet
- 1982 : Mon curé chez les nudistes de Robert Thomas
- 1983 : Mon curé chez les Thaïlandaises de Robert Thomas